# Guitar Monster Vol.2
『Guitar Monster Vol.2』（ギター・モンスター・ヴォリュームツー）は、オムニバスアルバム。

## 内容
春畑道哉のソロ曲「Blue Point」はTUBEの日本武道館ライブで行ったものを収録した。ヘヴィメタル・ミュージシャンを起用したため、HR/HMに近い楽曲が前作の「Guitar Monster Vol.1」より多くなっている。

## 収録曲
1. Blue Point (Live at NIPPON BUDOKAN)（春畑道哉（TUBE））
作詞・編曲：春畑道哉
2. THE ADOLESCENT（松川敏也）
作曲・編曲：松川敏也
3. BONNŌ（高崎晃（LOUDNESS））
作曲・編曲：高崎晃
4. ROMEO&JULIET "What is a youth"（松本孝弘（B'z）、ボーカル：鮎貝健） - カバー曲 
作詞：Nino Rota　作曲：Eugene Walter　編曲：松本孝弘
5. SOUND'S CHEF（鈴木英俊） 
作曲：鈴木英俊　編曲：明石昌夫
6. I WANT TO TA-TA YOU BABY（静沢真紀（STORMY）） - カバー曲
作曲：Johnny Watson　編曲：塩次伸二
7. ALIEN GRAFFIC（倉田冬樹（FEEL SO BAD））
作曲・編曲：倉田冬樹
8. SISTERS OF MINE（広瀬さとし（spAed））
作曲・編曲：広瀬さとし
9. With My Best Wishes（杉元一生（WANDS））
作曲：杉元一生　編曲：池田大介

## 参加ミュージシャン
- 角野秀行（TUBE） - ベース(#1)
- 松本玲二（TUBE） - ドラム(#1)
- 沓野幸秀（Riding） - パーカッション(#1)
- 勝田かず樹（DIMENSION） - サックス(#1)
- 柴田直人（LOUDNESS） - ベース(#2)
- 小野塚晃（DIMENSION） - ピアノ(#4)
- 池田大介 - シンセサイザー(#4)、キーボード(#9)、プログラミング(#9)
- 日色ストリングス - ストリングスセクション(#4)
- 明石昌夫 - ベース(#5)、シンセサイザー(#5)
- 山口昌人（FEEL SO BAD） - ドラム(#7)